# Nguyễn Liên Phong
Nguyễn Liên Phong (1821 - ?), còn gọi là Nguyễn Phong; là quan nhà Nguyễn, là nhạc sĩ, nhà thơ, và là nhà nghiên cứu âm nhạc cổ truyền Việt Nam thời Pháp thuộc.

## Tiểu sử
Ông sinh năm Tân Tỵ (1821) ở làng Thịnh Lạc (nay là làng Thịnh Lạc, xã Hùng Tiến, huyện Nam Đàn, tỉnh Nghệ An). Xuất thân trong một gia đình quan lại, cha là Nguyễn Du (1754 - ?, không phải là tác giả truyện Kiều), và anh là Hoàng giáp Nguyễn Thái (1819 - ?).
Khoa Đinh Mão (1867), Nguyễn Liên Phong đậu cử nhân tại trường thi Nghệ An. Ông làm quan nhiều nơi thăng dần đến chức Tri phủ, Tuần phủ nên ông còn được gọi là Tuần phủ Phong.
Tương truyền, khi thực dân Pháp đang tiến hành cuộc xâm lược Việt Nam, ông tham gia phong trào Cần Vương. Sau đó, ông bị quân Pháp bắt đày vào Bình Định, rồi cuối cùng là Sài Gòn. Tại đây, ông ngao du khắp Nam Kỳ và làm thơ ngâm vịnh đó đây.
Tuy nhiên, theo nhà nghiên cứu Ca Văn Thỉnh thì sau đó ông bị thực dân Pháp chiêu dụ, đưa vào Nam để phục vụ cho họ .
Vào Nam Kỳ, Nguyễn Liên Phong đi nhiều nơi (nhờ vậy mà ông viết được quyển Nam Kỳ phong tục nhơn vật diễn ca), giao du với nhiều nhóm đờn ca tài tử và nhiều bạn văn, trong đó có nhà thơ Học Lạc...
Nguyễn Liên Phong mất năm nào không rõ 
Con ông là Nguyễn Tùng Bá (tức Tư Bá), giỏi nghề đờn kìm, đờn tranh. Ông Bá có soạn tập bản đờn kìm (khoảng 20 bài), xuất bản trước năm 1923. Sau, ông Bá đến Sóc Trăng làm nghề dạy đờn.

## Tác phẩm
Ngoài tài đàn (đàn bầu), Nguyễn Liên Phong còn có tài làm thơ. Tác phẩm của ông có:
- Nam Kỳ phong tục nhơn vật diễn ca (gồm 7.000 câu thơ lục bát. Nhà xuất bản. Đinh Thái Sơn, Sài Gòn, 1909).
- Án Túy Kiều (Sài Gòn, 1910).
- Từ Dũ Hoàng Thái hậu (Sài Gòn, 1913).
- Điếu cổ hạ kim thi tập (Sài Gòn, 1915).

## Nhận xét
(Chỉ để tham khảo, vì cần nghiên cứu thêm)
Trong quyển Hào khí Đồng Nai, nhà nghiên cứu Ca Văn Thỉnh đã gọi Nguyễn Liên Phong là một trong số bồi bút của thực dân Pháp. Ông viết:
Theo lệnh của Pháp, ông Phong viết "Nam Kỳ phong tục diễn ca" (7000 câu thơ lục bát) và "Điếu cổ hạ kim" là nhằm đề cao những nhân vật trung thành với chế độ thực dân Pháp. Ông từng làm Tuần phủ, bị Pháp chiêu dụ đưa vào Nam. Bá hộ Chơn đã làm thơ mỉa mai:
Hỡi quan Tuần phủ Nguyễn Liên Phong!
Nợ nước ơn vua chẳng hết lòng.
Giam cấm đã đành thân bị nhuốc,
Công danh chi nữa dạ còn mong! 
Tương tự, nhóm tác giả sách Sài Gòn Gia Định qua thơ văn xưa, cũng đã viết rằng:
Nguyễn Liên Phong viết tập thơ "Nam Kỳ phong tục diễn ca" và "Điếu cổ hạ kim" là nhằm đề cao công lao khai hóa của nước "Đại Pháp" và đề cao các nhân vật làm tay sai đắc lực cho thực dân Pháp những nhân vật trung thành với chế độ như Huỳnh Văn Tấn, Tôn Thọ Tường, Phủ Kiệt, Phủ Ca (Trần Tử Ca)....
Tuy nhiên, nhờ "Nam Kỳ phong tục diễn ca" mà các nhà nghiên cứu sau này biết được phần nào về lịch sử, sinh hoạt xã hội, phong tục tập quán của nhiều tỉnh thành ở miền Nam lúc bấy giờ.

## Sách tham khảo
- Ca Văn Thỉnh, Hào khí Đồng Nai. Nhà xuất bản Thành phố Hồ Chí Minh, 1983.
- Nguyễn Thị Thanh Xuân - Nguyễn Khuê - Trần Khuê, Sài Gòn - Gia Định qua thơ văn xưa, Nhà xuất bản Thành phố Hồ Chí Minh, 1987.
- Nguyễn Q. Thắng, Nguyễn Liên Phong và Nam Kỳ phong tục nhơn vật diễn ca. Nhà xuất bản Văn học, 2012.